# シモン・オルソン
シモン・オルソン（Simon Olsson、1997年9月14日 - ）は、スウェーデン・リンシェーピング出身のサッカー選手。SCヘーレンフェーン所属。ポジションはミッドフィールダー、フォワード。

## クラブ経歴
2014年1月、IFエルフスボリの下部組織に入団し、2016シーズンにトップチームへと昇格した。2021シーズン、負傷で前半戦こそ欠場したが、復帰後はチームの中心選手として活躍し、シーズン終了後の2021年3月、クラブとの契約を2025年まで延長した。
2022年8月2日、オランダのSCヘーレンフェーンに4年契約で移籍した。

## 代表経歴
2024年3月21日、ポルトガル代表との親善試合でA代表初出場。